# عزلة الريم (ريمة)

تعديل مصدري - تعديل

عزلة الرييم هي إحدى عزل مديرية مزهر في محافظة ريمة اليمنية ويبلغ تعداد سكانها 6798 نسمة حسب التعداد السكاني في اليمن لعام 2004.

## القرى
تضم 9 قرى هم: قرية المسوعه، قرية وادي الرييم، قرية المغارب، قرية العر، قرية الغربي، قرية الهجرة، قرية اللكمة، قرية المحروم، قرية جبل الرييم، قرية مزهر

## روابط خارجية
- الجهاز المركزي للإحصاء بالجمهورية اليمنية
- المركز الوطني للمعلومات باليمن
- World Gazetteer:Yemen
- الدليل الشامل